# Virna Lisiová
Virna Lisi (přechýleně Virna Lisiová), rodným jménem Virna Pieralisi (8. listopadu 1936, Ancona, Itálie – 18. prosince 2014, Řím, Itálie) byla italská filmová herečka.

## Život
Narodila se 8. listopadu 1936 v Anconě, v kraji Marche ve střední Itálii. Po ukončení střední školy se rozhodovala mezi studiem práv na římské univerzitě, jak si přáli její rodiče a studiem klavírní hudby. Z právnické fakulty ale záhy odešla a odmítla i studium na konzervatoři, o kterém původně uvažovala. Hudební talent a láska k hudbě ji však přivedly do filmových ateliérů. Zařídil to rodinný přítel, zpěvák Giacomo Rondinella, který jí zprostředkoval vystupování v zábavných pořadech, kde mohla uplatnit své hudební vlohy. Seznámila se s prostředím filmových ateliérů a s lidmi, kteří jí pomohli v její další kariéře. První větší filmovou příležitost jí nabídl režisér Francesco Maselli ve filmu Žena, o které se mluví. S tímto filmem reprezentovala Itálii jako začínající mladá herečka na MFF v Karlových Varech v roce 1957, a film získal „Cenu mladých tvůrců“.
Prudký vzestup její kariéry nastal v 60. letech. Fotogenická tvář, odvaha a temperament ji předurčily pro role emancipovaných mladých žen. Jejími filmovými partnery byli slavní herci Alain Delon ve filmu Černý tulipán (1963), Marcello Mastroianni ve filmu Casanova 70 (1965) nebo Vittorio Gassman ve filmu Panna pro knížete (1966). V historickém filmu z roku 1961 Romulus a Remus vystoupili spolu s ní také neherci, známí kulturisté Steve Reeves a Gordon Scott.
Stejně jako mnoho západoevropských herců, ani ona neodolala nabídkám z Hollywoodu, kde natočila několik úspěšných filmů. Hrála spolu s předními americkými herci, ve filmu Jak zabít svou ženu (How to Murder Your Wife) to byl Jack Lemmon (1965) a ve filmu S mojí ženou ne! (Not with My Wife, You Don't!) byl jejím partnerem Tony Curtis (1966). V dobrodružném filmu Útok na Queen Mary (Assault on a Queen) hrála po boku Franka Sinatry (1966). Sama ale v Hollywoodu příliš spokojená nebyla, především proto, že producenti se ji snažili přizpůsobit americkým vzorům, jaké představovaly Doris Dayová, Kim Novak nebo Marilyn Monroe a z temperamentní italské dívky se měla stát chladnou a vypočítavou platinovou kráskou. V roce 1969 natočila ještě s americkým režisérem Stanley Kramerem válečnou komedii Tajemství Santa Vittorie (The Secret of Santa Vittoria), kde byli jejími partnery herec Anthony Quinn a herečka Anna Magnani.
Vrátila se zpět do Itálie, kde ji čekala ještě řada zajímavých rolí. Pozvolna se přeorientovala do role elegantních nezávislých žen, s nimiž slavila úspěch v 70. letech. V 90. letech pak natočila řadu úspěšných televizních minisérií, seriálů a televizních filmů.
Velký filmový úspěch ji čekal v roce 1994, kdy byla obsazena do role Kateřiny Medicejské ve filmu režiséra
Patrice Chéreaua Královna Margot. Za tuto roli získala filmovou cenu César pro nejlepší herečku ve vedlejší roli (1995). Naposledy se objevila ve filmu Milovník po italsku (Latin Lover) italské režisérky Cristiny Comencini (2015).
Kromě ve filmu a v televizi účinkovala také v milánském divadle Teatro Piccolo.
Zemřela na rakovinu plic 18. prosince 2014 v Římě, ve věku 78 let. Byla pohřbena na hřbitově Cimitero Flaminio.

### Soukromý život
Přestože patřila mezi nejznámější italské a světové herečky, její život neprovázely skandály. V roce 1960 se provdala za italského architekta Franca Pesciho a manželství trvalo 53 let, do jeho smrti v roce 2013. Virna Lisi zemřela pouhý rok po něm, v roce 2014. V manželství se jim narodil v roce 1962 syn Corrado Pesci. Kvůli péči o rodinu chtěla přerušit filmovou kariéru, ale na žádost manžela to neudělala.

## Dílo

### Filmy (výběr)

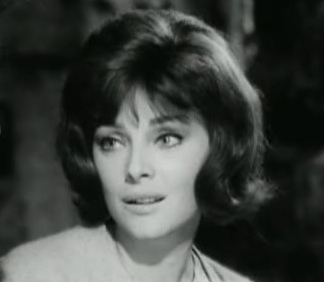
Virna Lisiová ve filmu Dámy a pánové (1965)

#### 1954–1960
- Touha a slunce (Laura), 1954
- Neapolský dopis (Anna Esposito), 1954
- Kardinál Lambertini (Maria di Pietramelara), 1954
- Husaři (Elisa), 1955
- Osmnáctileté (Maria Rovani), 1956
- Hrabě z Matery ( Greta Tramontana), 1957
- Žena, o které se mluví (Liliana), 1958
- Ztracené životy (Anna), 1959

#### 1961–1969
- Romulus a Remus (Julia), 1961
- Eva (Francesca Ferrara), 1962
- Černý tulipán (Caroline Plantin), 1963
- Jak zabít svou ženu (paní Fordová), 1965
- Dámy a pánové (Milena Zulian), 1965
- Casanova 70 (Gigliola), 1965
- Panna pro knížete (Giulia), 1966
- S mojí ženou ne! (Julie), 1966
- 25. hodina (Suzanna Moritz), 1967
- Jestliže je úterý, musíme být v Belgii (Johnova sestřenice v Římě), 1969
- 1969 Čas vlků (Le temps des loups) Francie/Itálie – role: Stella
- 1969 Tajemství Santa Vittorie (The Secret of Santa Vittoria) USA – role: komtesa Caterina Malatesta

#### 1970–1979
- Zvláštní hry (Claude), 1970
- Krásný zloduch (Nathalie), 1971
- Modrovous (Elga), 1972
- Bílý tesák (sestra Evangelina), 1973
- Návrat Bílého tesáka (sestra Evangelina), 1974
- Mimo dobro a zlo (Elizabeth Nietzsche), 1977

#### 1980–1989
- Sladké lži (Luisa), 1980
- Chlapci z ulice Panisperna (matka Ettoreho), 1989

#### 1990–2014
- Královna Margot (Kateřina Medicejská), 1994
- Milovník po italsku, 2014

### Televizní filmy a seriály (výběr)
- Ohnivá poušť (TV minisérie), 1997
- Balzac (TV film), 1999
- Annin dům (TV film), 2004
- Otázka respektu (TV seriál), 2006
- Musíš mi věřit (TV minisérie)

## Ocenění (výběr)
- 1994 Filmový festival v Cannes, Královna Margot
- 1995 César, Královna Margot (nejlepší herečka ve vedlejší roli)
- 1996 Donatellův David, za celoživotní dílo
- 2000 Grolla d'oro, za celoživotní dílo

## Zajímavost
Argentinská skupina Sumo, hrající alternativní rock, věnovala herečce svoji píseň s názvem TV Caliente (Virna Lisi). Píseň, kterou nazpíval zpěvák Luca Prodan je součástí alba Time fate love z roku 1981.